# Nephodia rotundata
Nephodia rotundata là một loài bướm đêm trong họ Geometridae.